# Beau-père (film)
Pour les articles homonymes, voir Beau-père.
Pour plus de détails, voir Fiche technique et Distribution.
Beau-père est un film français réalisé par Bertrand Blier, sorti en 1981.
Le film aborde des thèmes délicats comme la perte, le deuil, et la nature controversée des relations entre adultes et adolescents, tout en restant dans l'univers singulier de Bertrand Blier, qui mélange drame et humour noir. Beau-père a suscité des débats pour son traitement audacieux de ces sujets, mais il est également salué pour sa sensibilité et les performances de ses acteurs.

## Synopsis
Rémi est un musicien trentenaire en difficulté financière et émotionnelle. Sa vie bascule lorsque sa compagne Martine meurt tragiquement dans un accident de voiture. Après ce drame, il se retrouve seul avec Marion, la fille adolescente de Martine, âgée de 14 ans, qu'il a élevée comme sa propre fille.
Marion, bouleversée par la mort de sa mère, développe des sentiments amoureux pour Rémi et exprime son désir de rester vivre avec lui. Malgré son inconfort et sa réticence initiale, Rémi finit par céder aux avances de Marion, et ils entament une relation amoureuse complexe et moralement ambiguë.

## Fiche technique
- Titre : Beau-père
- Réalisation : Bertrand Blier, assisté de Denys Granier-Deferre, Bertrand Arthuys
- Scénario : Bertrand Blier, d'après son roman de même titre, Éditions Robert Laffont, Paris, 1980, 225 pages  (ISBN 9782221005880)
- Producteur : Alain Sarde
- Production : Sara Films, Antenne 2
- Directrice de production : Christine Gozlan
- Distribution : Parafrance
- Musique : Philippe Sarde
- Photographie : Sacha Vierny
- Montage : Claudine Merlin
- Son : Jean-Pierre Ruh
- Mixage : Dominique Hennequin
- Décors : Théobald Meurisse
- Costumes : Michèle Cerf
- Casting : Mamade
- Pays d'origine :  France
- Langue : français
- Format : couleurs (Eastmancolor) - 2,35:1 (Panavision) - Mono - 35 mm (positif & négatif)
- Genre : comédie dramatique
- Durée : 124 minutes
- Date de sortie : 16 septembre 1981
- Film interdit aux moins de 12 ans lors de sa sortie en France
- Affiche : René Ferracci (France)

## Distribution
- Patrick Dewaere : Rémi Bachelier, un pianiste raté
- Ariel Besse : Marion, sa belle-fille de 14 ans, qui tombe amoureuse de lui
- Nicole Garcia : Martine, mère de Marion et compagne de Rémi
- Maurice Ronet : Charly, père de Marion
- Geneviève Mnich : Simone
- Maurice Risch : Nicolas
- Nathalie Baye : Charlotte, jeune femme dont s'éprend Rémi après Martine et Marion
- Macha Méril : l'hôtesse de l'anniversaire
- Yves Gasc : M. Doullens, le propriétaire
- Rose Thiéry : Mme Doullens, la propriétaire
- Pierre Le Rumeur : le pédiatre
- Michel Berto : le professeur
- Catherine Alcover : le médecin S.O.S.
- Henri-Jacques Huet : le gérant du restaurant international
- Jacques Rispal : le chauffeur de taxi, témoin de l'accident
- Maurice Biraud : le camionneur, l'autre témoin de l'accident
- Guy Teisseire : le client de la boîte de nuit
- Joseph Michael Roth : l'ami de Marion
- Yves Pignot : ?
- Michel Pilorgé : ?
- Max Vialle : ?
- Alan Adair : ?
- Sandy Whitelaw : le père de la jeune fille à l'anniversaire
- Olivier Paultre : ?
- Désirée de Charmant : ?
- Florent Saint : ?
- Hélène Bodin : ?
- Jacques Genet : ?
- Pierre Cosso : un jeune homme invité à l'anniversaire
- Stéphane Freiss : un jeune homme invité à l'anniversaire
- Fabrice Luchini : un homosexuel (rôle coupé au montage)

## Production

### Genèse et développement
L'écrivain et réalisateur Bertrand Blier a déclaré que Beau-père était destiné à être « une ode au beau sexe et à la féminité dans sa forme la plus pure ». Comme pour Les Valseuses (1974), Blier l'a fondé sur un roman qu'il avait écrit, également intitulé Beau-père.
Le tournage s'est déroulé du 1er décembre 1980 au 26 février 1981, en grande partie dans les Hauts-de-Seine, à Ville-d'Avray, Sèvres et Saint-Cloud. La base du personnage de Maurice Risch est interprétée par le musicien Stéphane Grappelli, qui avait composé la musique des Valseuses (information infirmée plus bas, la contrebasse de la bande originale étant jouée par Pierre Michelot, ce qui est plus vraisemblable vu la qualité du jeu de contrebasse, Grappelli étant violoniste ..).

### Choix des interprètes
Beau-père marque la troisième et dernière collaboration entre Patrick Dewaere et Bertrand Blier après Les Valseuses et Préparez vos mouchoirs. Il s'agit du seul film du cinéaste dans lequel l'acteur n'apparaît pas au côté de Gérard Depardieu. Nathalie Baye décrit son rôle comme petit, mais a déclaré que travailler avec Blier et le producteur Alain Sarde était éducatif et Blier a réussi à écouter les autres tout en ayant une vision de ce qu'il voulait tourner. Baye avait déjà travaillé avec Blier pour une pièce de théâtre en deuxième année de conservatoire, pièce qui lui a permis de faire la connaissance de Depardieu.
À l'origine, Sophie Marceau est pressentie pour incarner Marion, rôle qu'elle refuse finalement, le jugeant trop difficile à tenir ; il revient à Ariel Besse, dont c'est le premier film et qui a quinze ans au moment du tournage. Bien qu'elle soit nue dans certaines scènes, ses parents donnent l'approbation, disant a posteriori qu'elle a été traitée avec sensibilité.
Pierre Cosso fait ses débuts au cinéma en tant qu'invité à l'anniversaire d'une amie de Marion, tandis que Fabrice Luchini tourne quelques scènes où il interprète un homosexuel, mais ces dernières sont supprimées au montage.

### Musique
Bertrand Blier a demandé à Philippe Sarde de composer une musique déprimante, et pour en imaginer le thème principal, le compositeur a recyclé une ancienne mélodie écrite en 1972 pour le film Hellé de Roger Vadim,.
L'enregistrement de la bande originale eut lieu entre octobre 1980 et avril 1981, et fut publiée par General Music. Les musiciens étaient Maurice Vander et Roger Woodward au piano, Pierre Michelot à la contrebasse, Stéphane Grappelli au violon, Kenny Clarke à la batterie et Eddy Louiss à l'orgue.
Des thèmes de Bethena[réf. nécessaire] de Scott Joplin sont utilisés dans les pistes Seize bougies et Les gros doigts.
En plus de cette musique originale, le film contient des extraits d'enregistrements précédemment publiés en disque :
- Cantate n°29 de J.S. Bach par le Concentus Musicus de Vienne dirigé par Nikolaus Harnoncourt, production Telefunken/Teldec en 1974
- Try Me (I Know We Can Make It) de Pete Bellotte, Giorgio Moroder et Donna Summer extrait de A Love Trilogy, production Casablanca en 1976.

La musique de la dernière scène en discothèque n'était pas encore sortie en disque :
- Hook up Together de Lee Gagnon par les Poppas, production Polydor en 1982.

## Accueil
Le film est présenté au Festival de Cannes en mai 1981, où il fait partie de la sélection officielle, mais ne remporte aucun prix. À sa sortie en salles, le film connaît de bonnes critiques aussi bien en France qu'aux États-Unis — comme celui de Jacqueline Lajeunesse de La Saison Cinématographique, notant que « le thème de Beau-père rappelle celui de Lolita pour en prendre presque le contre-pied... Le dialogue bref et significatif met en valeur le jeu admirable des deux acteurs : le petit personnage naïvement lucide, résolu de Marion est parfaitement incarné par Ariel Besse, et Patrick Dewaere, tendre, hésitant, parfois coléreux, paumé, et lâche exemplaire, fait preuve d'une maitrise, d'une sensibilité remarquables... " » —, mais aussi Dave Kehr du Chicago Reader observe également des similitudes avec Lolita et dit que le film « a assez de la vigueur habituelle de Blier pour briser les tabous pour offrir un bon moment raisonnablement troublant ». Janet Maslin du New York Times a écrit en 1981 qu'en dépit du sujet répréhensible, « M. Blier raconte cette histoire très doucement, avec autant d'attention à l'humour de la situation qu'à son érotisme », déclarant également déclaré que Besse a joué le personnage comme une « créature extrêmement changeante, enfantine une minute et précoce la suivante ». People a appelé le film convaincant et touchant, et malgré le sujet, pas pornographique. Lloyd Paseman, écrivant pour The Register-Guard, a comparé le film à celui de Préparez vos mouchoirs de Blier dans son sujet, mais a dit que Beau-père était meilleur, avec Dewaere étant « excellent » et Besse étant « la principale raison » de le voir, la comparant à Brooke Shields. Inversement, David Denby du New York Magazine a critiqué le film comme « lourd et lent ».
Dans son Movie & Video Guide de 2002 , Leonard Maltin attribue au film trois étoiles et demie et le qualifie de réfléchi et sensible. James Berardinelli de ReelViews attribue au film un « scénario provocateur comportant des personnages bien définis et une paire de performances puissantes ». Time Out a rejeté le film comme un « porno poli » , tandis que le magazine Voir note que le film peut être choquant des décennies plus tard. Rotten Tomatoes a compté quatre critiques favorables sur cinq.
Le film ne rencontre toutefois qu'un succès moyen à sa sortie en salles en France, où il a écopé d'une interdiction aux moins de 12 ans, et totalise 990 051 entrées lors de sa première année d'exploitation pour finir avec 1 197 816 entrées en fin d'exploitation. Blier affirme que l'affiche choisie par le distributeur était maladroite et décourageait le public de voir le film. Les parents de Besse ont poursuivi les distributeurs et les producteurs en justice concernant l'affiche, qui montre les seins de Besse, publiée à travers la France sans leur permission. Le juge a favorisé les producteurs, affirmant que le film était plus révélateur que l'affiche. Beau-père était parmi les films les moins réussis commercialement de Blier. Ce résultat mitigé du film est ressenti comme une déception pour Patrick Dewaere.
Le film est projeté au Festival du Film de New York en octobre 1981. Il sort au Royaume-Uni avec le titre Stepfather et aux États-Unis sous le nom de Beau Pere. Au Canada, le film a été interdit dans la province d'Ontario mais approuvé pour le Québec et la Colombie-Britannique et était un cas particulièrement controversé concernant la censure et les normes communautaires.
| Semaine | Semaine                             | Rang | Entrées | Cumul   | no 1 du box-office hebdo.         |
| ------- | ----------------------------------- | ---- | ------- | ------- | --------------------------------- |
| 1       | du 16 au 22 septembre 1981          | 9    | 103 257 | 103 257 | Les Aventuriers de l'arche perdue |
| 2       | du 23 au 29 septembre 1981          | 5    | 132 991 | 236 248 | Les Aventuriers de l'arche perdue |
| 3       | du 30 septembre au 6 octobre 1981   | 7    | 124 006 | 360 254 | Les Aventuriers de l'arche perdue |
| 4       | du 7 au 13 octobre 1981             | 9    | 116 341 | 476 595 | Les Aventuriers de l'arche perdue |
| 5       | du 14 au 20 octobre 1981            | 9    | 97 024  | 573 619 | Rien que pour vos yeux            |
| 6       | du 21 au 27 octobre 1981            | 9    | 82 325  | 655 944 | Le Professionnel                  |
| 7       | du 28 octobre au 3 novembre 1981    | 14   | 65 320  | 721 264 | Le Professionnel                  |
| 8       | du 4 au 10 novembre 1981            | 18   | 55 551  | 776 815 | Le Maître d'école                 |
| 9       | du 11 au 17 novembre 1981           | 19   | 50 704  | 827 519 | Le Professionnel                  |
| 10      | du 18 au 24 novembre 1981           | 19   | 45 655  | 873 174 | Le Professionnel                  |
| 11      | du 25 novembre au 1er décembre 1981 | 25   | 35 601  | 908 775 | Rox et Rouky                      |
| 12      | du 2 au 8 décembre 1981             | 21   | 33 418  | 942 193 | La Soupe aux Choux                |
| 13      | du 9 au 15 décembre 1981            | 23   | 24 104  | 966 297 | La Chèvre                         |

## Distinctions

### Récompenses
- 1982 : Prix du meilleur film étranger aux Boston Society of Film Critics Awards

### Sélections
- 1981 : Festival de Cannes, sélection officielle, en compétition

### Nominations
- 1982 : César du meilleur acteur pour Patrick Dewaere